# Kilmarnock Football Club 2023-2024
Questa voce raccoglie le informazioni riguardanti il Kilmarnock Football Club nelle competizioni ufficiali della stagione 2023-2024.

## Stagione
- In Scottish Premiership il Kilmarnock si classifica al 4º posto (56 punti) dietro agli Hearts e davanti al St. Mirren, qualificandosi così in Europa League.
- In Scottish Cup viene eliminato ai quarti di finale dall'Aberdeen (1-3).
- In Scottish League Cup viene eliminato ai quarti di finale dagli Hearts (1-2).

## Maglie e sponsor
Il fornitore tecnico per la stagione 2023-2024 è Hummel, mentre lo sponsor ufficiale è James Frew Ltd
| Casa | Trasferta | Terza divisa |

## Rosa
| N. |                             | Ruolo | Calciatore      |
| -- | --------------------------- | ----- | --------------- |
| 1  | Inghilterra (bandiera)      | P     | Will Dennis     |
| 3  | Inghilterra (bandiera)      | D     | Corrie Ndaba    |
| 4  | Galles (bandiera)           | D     | Joe Wright      |
| 5  | Scozia (bandiera)           | D     | Lewis Mayo      |
| 6  | Scozia (bandiera)           | D     | Robbie Deas     |
| 7  | Scozia (bandiera)           | C     | Rory McKenzie   |
| 8  | Irlanda del Nord (bandiera) | C     | Brad Lyons      |
| 9  | Irlanda del Nord (bandiera) | A     | Kyle Vassell    |
| 10 | Irlanda del Nord (bandiera) | C     | Matty Kennedy   |
| 11 | Scozia (bandiera)           | A     | Danny Armstrong |
| 12 | Scozia (bandiera)           | C     | David Watson    |
| 14 | Inghilterra (bandiera)      | D     | James Balagizi  |
| 15 | Scozia (bandiera)           | C     | Fraser Murray   |

| N. |                             | Ruolo | Calciatore         |
| -- | --------------------------- | ----- | ------------------ |
| 16 | Scozia (bandiera)           | C     | Kyle Magennis      |
| 17 | Scozia (bandiera)           | D     | Stuart Findlay     |
| 18 | Scozia (bandiera)           | A     | Innes Cameron      |
| 19 | Galles (bandiera)           | D     | Tom Davies         |
| 20 | Irlanda (bandiera)          | P     | Kieran O'Hara      |
| 21 | Scozia (bandiera)           | A     | Greg Stewart       |
| 22 | Irlanda del Nord (bandiera) | D     | Liam Donnelly      |
| 23 | Galles (bandiera)           | C     | Marley Watkins     |
| 25 | Inghilterra (bandiera)      | D     | Ryan Alebiosu      |
| 28 | Scozia (bandiera)           | P     | Robby McCrorie     |
| 31 | Scozia (bandiera)           | C     | Liam Polworth      |
| 39 | Scozia (bandiera)           | C     | Gary Mackay-Steven |
| 99 | Paesi Bassi (bandiera)      | A     | Kevin van Veen     |